# Хинальдиновый красный
Хинальдиновый красный (2-[4-(диметиламино)стирил]-N-этилхинолиний иодистый) — органическое соединение, метиновый краситель с химической формулой C21H23IN2. Применяется в медицине и аналитической химии, как кислотно-основный индикатор.

## Свойства
Имеет вид чёрного кристаллического порошка с зелёным блеском. Молярная масса составляет 430,33 г/моль. Растворим в спирте, не растворим в воде.

## Получение
Реактив синтезируют из иодэтилата хинальдина путём конденсации с 4-диметиламинобензальдегидом, используя пиридин в качестве катализатора:

## Применение
Имеет свойства кислотно-основного индикатора с переходом окраски от бесцветной к красной в диапазоне pH 1,4—3,2.

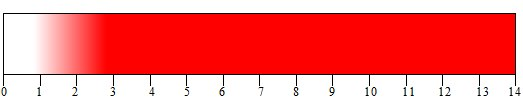
Цвет раствора красителя в зависимости от pH

В аналитической химии пригоден для проведения неводного титрования, также применяется и в микроскопии.
В медицине применяется для определения содержания желудочного сока.